# You're Going to Lose That Girl
"You're Going to Lose That Girl" é uma canção composta por John Lennon e creditada Lennon/McCartney. Foi gravada pela banda britânica The Beatles e lançada no álbum Help!, de 1965.
Foi a última canção gravada antes do início das filmagens de Help!. Na letra o cantor diz a seu "amigo" que, se ele não valorizar sua namorada, o cantor vai "certamente tomá-la" dele. Usando a conhecida batida Twist dos Beatles e variações de acordes doo-wop bem familiares, o vocal principal de Lennon é seguido por respostas de Paul McCartney e George Harrison em harmonias vocais entusiásticas, oferecendo um último vislumbre do estilo musical dos primeiros tempos  dos Beatles.
A modulação da harmonia move-se da tonalidade E maior para G maior, utilizando o grau VII de E maior (acorde D) como grau V de G maior.
Para adensar a massa sonora McCartney acrescentou um piano de fundo em overdub (um trabalho que teria sido feito pelo produtor George Martin "ao vivo" na faixa de apoio) e Ringo Starr acrescentou bongôs, no estilo de percussão latino-americano, explorando o acesso à recém-descoberta gravação de quatro pistas.
No filme, o grupo aparece cantando essa música num estúdio de gravação. Além de da formação guitarras e bateria usual do grupo, há também cenas de Paul McCartney em um piano e Ringo Starr tocando os bongos, ambos imitando instrumentos tinham overdub na gravação.  No final do número, um dos bandidos usa uma motosserra para viu um buraco no chão ao redor da bateria. Os relatórios de produção que eles terão de voltar a gravar a música devido a um zumbido, altura em que os Beatles começar perguntando uns aos outros que estava zumbindo. Quando eles olham para Ringo , ele e a bateria atravessam o chão.

## Créditos
- John Lennon — vocal, guitarra acústica
- Paul McCartney — backing vocal, piano, baixo
- George Harrison — backing vocal, guitarra
- Ringo Starr — bateria, bongos